# 2031年10月30日月食
2031年10月30日月食为一次將在协调世界时2031年10月30日出現的半影月食。該次月食半影食分為0.742、全影食分為-0.315。

## 概述
這次月食的食分是2.27。

## 基本參數
- 類型：半影月食
- 食甚資料：
  - 日期：2031年10月30日
  - 時間：7:45
  - 月球位置：赤經2.27度、赤緯14.8度
  - 食分：半影食分：0.742、全影食分：-0.315

## 外部連結
- NASA月食專頁（页面存档备份，存于）（英文）